# 仰光中央車站

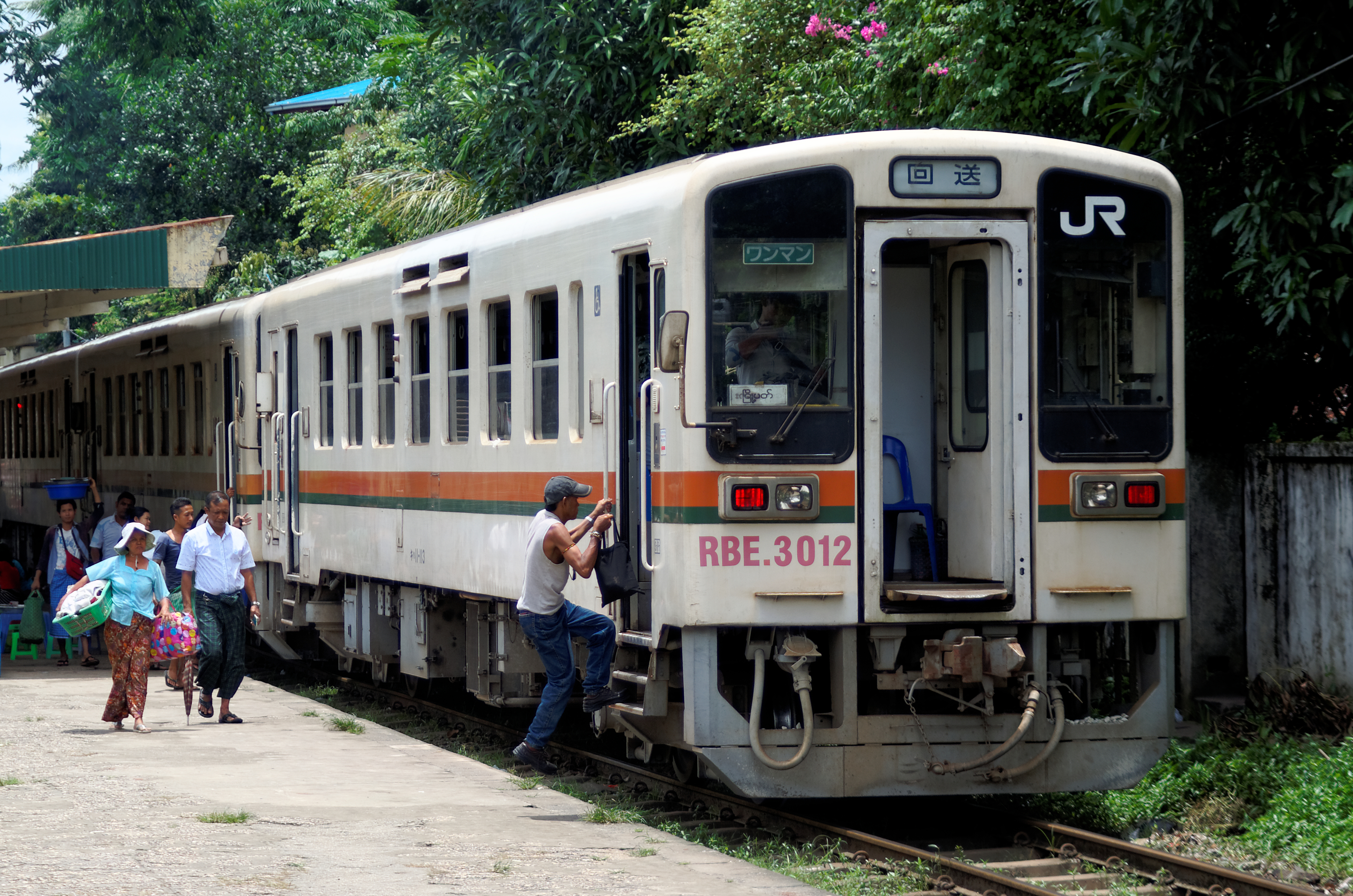
站内停靠的Kiha25型柴聯車，由日本进口

仰光中央車站是一座位於緬甸最大城市仰光的鐵路車站，為緬甸最重要的鐵路樞紐車站，也是緬甸國內最大的車站。該車站可以經由其所發出的六條路線到達緬甸5,031公里鐵路線的各處，包含北部的奈比多、曼德勒、瑞波、密支那，中部的東枝、卡老，南部的毛淡棉、椰市。
仰光中央車站建立於1877年，由當時的英國殖民政府建造，爾後於1943年緬甸戰役中被摧毀。現今的車站是於戰後1947年重建的，主要建築風格參考傳統緬甸式建築Pyatthat工法所興建，並且由歷史名建築師烏丁所設計。2007年，仰光市政府計畫將仰光中央車站遷移至仰光東部的東大宮鎮，但目前計畫實行時間未定。